# La Soledad, Villa de Reyes
La Soledad är en ort i Mexiko.   Den ligger i kommunen Villa de Reyes och delstaten San Luis Potosí, i den centrala delen av landet, 300 km nordväst om huvudstaden Mexico City. La Soledad ligger 1 806 meter över havet och antalet invånare är 106.
Terrängen runt La Soledad är platt åt nordväst, men åt sydost är den kuperad. Runt La Soledad är det ganska glesbefolkat, med 39 invånare per kvadratkilometer. Närmaste större samhälle är Santa María del Río, 18,4 km sydost om La Soledad. Omgivningarna runt La Soledad är i huvudsak ett öppet busklandskap.